# Minot (Maine)
Pour les articles homonymes, voir Minot.
Minot est une ville américaine située dans le comté d'Androscoggin, dans l’État du  Maine. En 2005, sa population s’élevait à 2 248 habitants. Densité : 939,3 hab./km2 (2 433,9 hab./mi2). Superficie totale : 35,2 km2 (8 mi2).

## Histoire
Minot faisait partie de la plantation de Bakerstown Plantation, octroyé en 1765 par le gouvernement du Massachusetts au capitaine Thomas Baker et sa compagnie de soldats pour leurs services à l'État durant la bataille de Québec. En 1795, la plantation de Bakerstown fut incorporée à Poland, du nom du chef Poland, des Amérindiens Sachem. Le 18 février 1802, la partie nord-est de Poland est devenue Minot, nommée d'après le juge George Richards Minot (1758–1802).

## Géographie
Le village avait une superficie de 29,9 milles carrés (77,4 km2), donc, 29,8 milles carrés (77,2 km2) en terre et 0,9 milles carrés (2,3 km2) (1 %) en eau.

## Source
- (en) Cet article est partiellement ou en totalité issu de l’article de Wikipédia en anglais intitulé « Minot, Maine » (voir la liste des auteurs).